# Рангтун-Гомпа

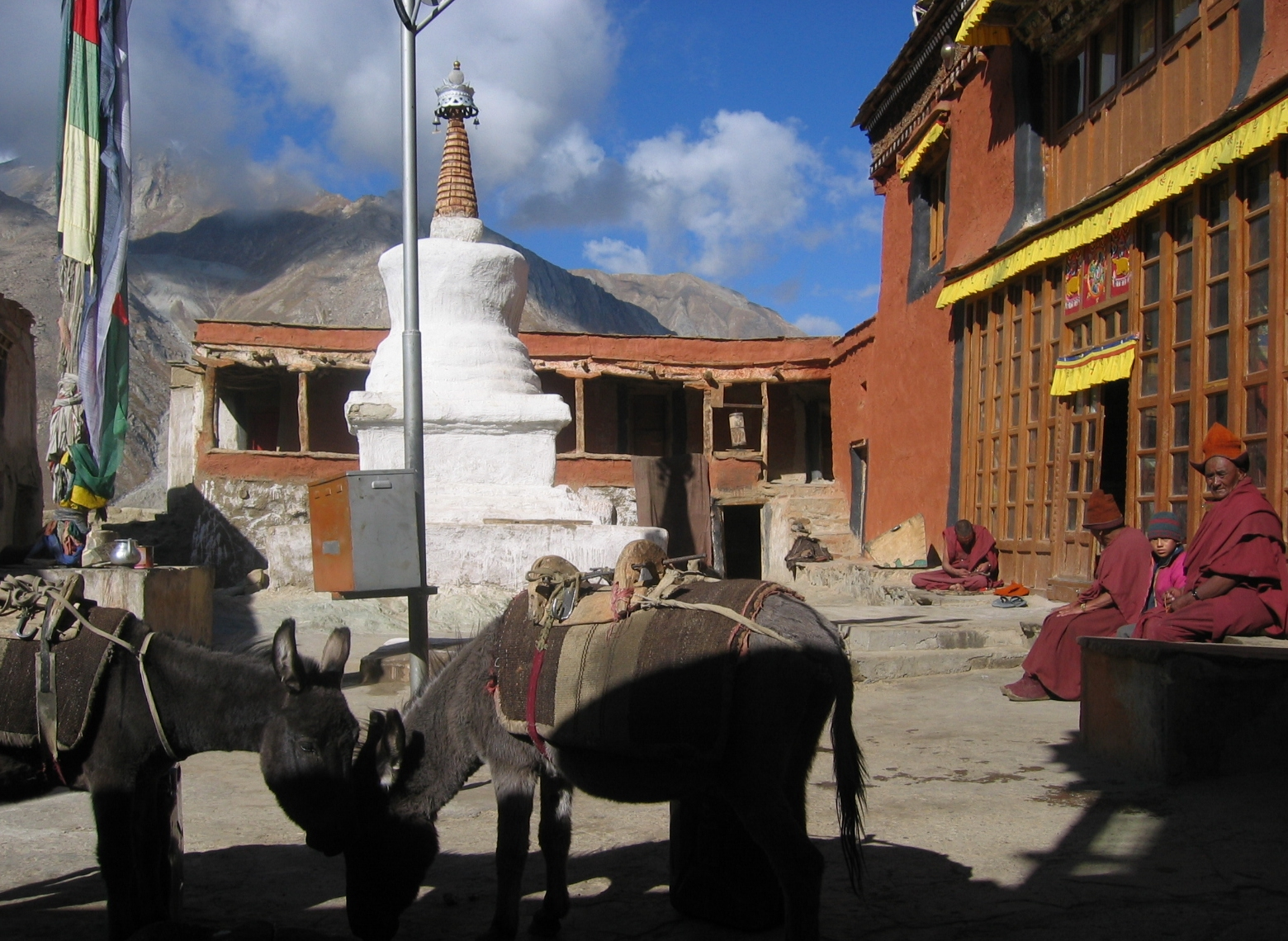
Двор монастыря, монастырские ослы

Рангтун-Гомпа — буддийский монастырь школы Гелугпа, центр долины Суру в Ладакхе. Расположен на вершине небольшого, но крутого холма на высоте 3657 м над уровнем моря. Рядом находится крошечная деревня Джулидок, и в 25 км (на высоте 4400 м) — перевал Пенси Ла, ведущий в высокогорную область Занскар.
Судя по надписям, монастырь основал Гелег Яши Такпа в правление Цеванга Мангьюла около 200 лет назад. Культурно эта местность тяготеет к Занскару. Долина Суру малоплодородная, лето тут короткое, поэтому местные жители и монахи зависят от поставок продовольствия, которое привозят из Занскара через Пенси Ла. Местные жители также производят молочные продукты. В монастыре проживает 30 монахов и содержится почти столько же ослов.